# Tod Slaughter
Norman Carter Slaughter, detto Tod (Gosforth, 19 marzo 1885 – Derby, 19 febbraio 1956), è stato un attore britannico.
Semplicemente conosciuto come Tod Slaughter, era noto per avere interpretato ritratti sopra le righe di vari maniaci nei macabri adattamenti cinematografici di melodrammi vittoriani prodotti in Gran Bretagna negli anni trenta e quaranta del XX secolo.

## Biografia
Slaughter nacque il 19 marzo 1885 a Gosforth e frequentò la Royal Grammar School di Newcastle upon Tyne. Unico figlio maggiore sopravvissuto di 11 fratelli, salì sul palco nel 1905 al West Hartlepool. Nel 1913 divenne attore fisso nei teatri Hippodrome nelle aree di Richmond e Croydon a Londra. Dopo una breve interruzione per servire nel Royal Flying Corps durante la prima guerra mondiale, tornò a recitare a teatro.

## Morte
Il 19 febbraio 1956, all'età di 70 anni, Slaughter morì a causa di una trombosi coronarica a Derby. Alla sua morte, venne quasi totalmente dimenticato. Gli storici del cinema hanno ravvivato l'interesse nel ciclo di film melodrammatici interpretati da Slaughter, inserendoli in una tradizione di "cinema dell'eccesso" che comprende anche i melodrammi di Gainsborough e gli horror della Hammer.

## Filmografia
- Maria Marten, or The Murder in the Red Barn (1935)
- Sweeney Todd: The Demon Barber of Fleet Street, regia di George King (1936)
- The Crimes of Stephen Hawke (1936)
- Darby and Joan (1937)
- It's Never Too Late to Mend (1937)
- The Song of the Road (1937)
- The Ticket of Leave Man (1937)
- Sexton Blake and the Hooded Terror (1938)
- The Face at the Window (1939)
- Lo strangolatore (Crimes at the Dark House), regia di George King (1940)
- Bothered by a Beard (1945)
- The Curse of the Wraydons (1946)
- The Greed of William Hart (1948)
- King of the Underworld (1952)
- Murder at Scotland Yard (1952)
- Murder at the Grange (1952)
- A Ghost for Sale (1952)
- Puzzle Corner No. 14 (1954)